# Facing Your Danger
Facing Your Danger é um filme de drama em curta-metragem estadunidense de 1946 dirigido e escrito por Edwin E. Olsen e Gordon Hollingshead. Venceu o Oscar de melhor curta-metragem em live-action: 1 bobina na edição de 1947.

## Elenco
- Knox Manning
- Norman Nevills